# Sarḩānī
Sarḩānī (persiska: Sar Ḩūnī, سرحانی) är en ort i Iran.   Den ligger i provinsen Khuzestan, i den centrala delen av landet, 400 km söder om huvudstaden Teheran. Sarḩānī ligger 857 meter över havet och antalet invånare är 133.
Terrängen runt Sarḩānī är kuperad åt sydväst, men åt nordost är den bergig. Sarḩānī ligger nere i en dal. Runt Sarḩānī är det ganska glesbefolkat, med 48 invånare per kvadratkilometer. Närmaste större samhälle är Lalar, 6,7 km norr om Sarḩānī. Trakten runt Sarḩānī består i huvudsak av gräsmarker.